# 아나히타
아르드비 수라 아나히타(아베스타어: Aredvi Sura Anahita) 또는 아나히타(anahita)는 물과 생명을 관장하는 고대 이란의 여신이다. 아나히타의 상징적인 신사 숭배는 다른 신사 숭배와 함께 "분명히 기원전 4세기에 소개되었으며 사산 제국의 성상 파괴 운동으로 진압될 때까지 지속되었다. 헤르만 롬멜에 따르면, 인도-이란 시대에 이 신의 고유 이름은 사라스바티였으며 이는 "물을 소유한 그녀"를 의미하기도 한다.

## 같이 보기
- 아라코시아
- 하라 베레자이티
- 사라스바티강